# Estados do reino
Estados do reino na França do Antigo Regime (Ancien Régime) e durante a Revolução Francesa, correspondia a divisão da sociedade em três estados ou estamentos. O termo "Primeiro Estado corresponde ao clero; O Segundo Estado corresponde à nobreza; e o Terceiro Estado corresponde às pessoas que não faziam parte nem da nobreza nem do clero, ou seja, a população em geral. Desses termos veio o nome medieval da assembléia nacional francesa:
Estados Gerais (fr. Etats Généraux), análogo ao Parlamento britânico mas sem tradição constitucional dos poderes parlamentares, uma vez que na monarquia francesa reinava o absolutismo.